# 中村梅之助 (4代目)
四代目 中村 梅之助（なかむら うめのすけ、1930年2月18日 - 2016年1月18日）は、東京生まれの俳優・歌舞伎役者。本名は三井 鐵男（みつい てつお、新字体：鉄男）。屋号は成駒屋。定紋は左巻三藤巴、替紋は裏梅。妻の光子は山崎景則の孫。

## 人物
劇団前進座代表。同座を創設した三代目中村翫右衛門は父、母は落語家の二代目談洲楼燕枝の娘。かつて同座の俳優だった二代目中村梅雀は長男。『真田太平記』では徳川家康を梅之助、徳川秀忠を梅雀と役の上でも親子役を演じ話題になった。
時代劇俳優としても広く活躍、『遠山の金さん捕物帳』、『伝七捕物帳』、大河ドラマ『花神』などの主演作品がある。
戦前から子役として舞台だけでなく映画にも出演しており、当時のフィルムも現存する。旧制松本市立中学校（現・長野県松本美須々ヶ丘高等学校）中退。20代の頃、結核を患う。
2016年1月18日午前7時25分、肺炎のため死去。85歳没。2015年5月の前進座国立劇場公演、『人情噺文七元結』の家主甚八役で出演したのが最後の舞台となった。墓所は多磨霊園。

## 出演作品
太字は長男・中村梅雀と共演した作品。

### テレビドラマ
- 仇討選手（1963年、NET）
- くるま宿（1968年、TBS） - 青地
- 大奥（1968年、フジテレビ） - 大岡忠光
- 三人の母（1968年 - 1969年、TBS） - 新聞屋の主人
- 大河ドラマ（NHK総合）
  - 天と地と（1969年）- 北条氏康
  - 花神[5]（1977年） - 大村益次郎
  - 峠の群像（1982年） - 近松門左衛門
  - 元禄繚乱（1999年） - 石束源五兵衛
  - 八重の桜（2013年） - 松平容敬
- 遠山の金さん捕物帳（1970年 - 1973年、テレビ朝日） - 遠山金四郎
- 大忠臣蔵 第37回「天野屋利兵衛は男でござる」（1971年、テレビ朝日） - 本多和泉守  ※父・中村翫右衛門と出演
- 伝七捕物帳（1973年 - 1977年、日本テレビ） - 黒門町の伝七、遠山左衛門尉 （二役）
- 達磨大助事件帳（1977年、テレビ朝日） - 達磨大助
- 若さま侍捕物帳（1978年、テレビ朝日） - 矢部駿河守
- 伝七捕物帳（1979年、テレビ朝日） - 黒門町の伝七
- そば屋梅吉捕物帳（1979年、東京12チャンネル） - 梅吉 / 梅村源之丞、遠山左衛門尉景元 （二役）
- 必殺シリーズ（朝日放送） - ナレーション 
  - 必殺仕事人III（1982年）
  - 必殺仕事人IV（1983年）
  - 必殺仕事人V（1985年）
  - 必殺橋掛人（1985年）
  - 必殺仕事人V・旋風編（1986年）
  - 必殺仕事人V・風雲竜虎編（1987年）
- 真田太平記（1985年） - 徳川家康
- 連続テレビ小説（NHK総合）
  - ノンちゃんの夢（1988年） - 結城市太郎
  - 天花（2004年） - 鈴木昭三
- 女たちの百万石（1988年、日本テレビ） - 徳川家康
- 銭形平次（1991年、フジテレビ） - 並木藤兵衛
- 忠臣蔵 風の巻・雲の巻（1991年、フジテレビ） - 垣見五郎兵衛
- 運命峠 (1993年、フジテレビ)） - 天海大僧正
- 忠臣蔵（1996年、フジテレビ） - 土屋主税
- 物書同心いねむり紋蔵（1998年、NHK総合） - 蜂屋鉄五郎
- 盤嶽の一生 第7話「じゃじゃ馬馴らし」（2002年、フジテレビ） ‐ 早坂玄蕃

### 映画
- 元禄忠臣蔵 前篇（1941年） - 大石吉千代
- 風林火山（1969年） - 荻原弥右衛門
- 新選組（1969年） - 山南敬助
- 落陽（1992年） - 劉宗仁
- 釣りバカ日誌9（1997年） - 八城建設社長
- ユメ十夜（2007年） - 僧
- 母べえ（2008年） - 藤岡久太郎

## 音楽
- 達磨音頭：振りつき（テレビ朝日系テレビ映画「達磨大助事件帳」主題歌）／夜明けまで（テレビ朝日系テレビ映画「達磨大助事件帳」挿入歌）（1977年、日本コロムビア）

## 著書
- 『前進座80年』（朝日新聞出版、2013年2月）ISBN 978-4-02-331001-8